# 日本三大妖怪
日本三大妖怪有各種說法，其中一種是日本民間說法的玉藻前、酒吞童子、大天狗，另一種說法是多田克己的鬼、河童、天狗，还有一種則是小松和彥說的玉藻前、酒吞童子、大嶽丸。目前大眾廣為接受的是日本民間說法，三種說法沒有對錯之分。